# Pete Burness
Peter Burness, dit Pete Burness (né le 16 juin 1904 à Los Angeles et mort le 21 juillet 1969  à Pasadena) est un réalisateur américain de films d'animation.

## Biographie
Pete Burness a repris le personnage de Mister Magoo créé par John Hubley.
Pete Burness meurt le 21 juillet 1969 à Pasadena à l'âge de 65 ans, d'un cancer du pancréas.

## Filmographie
- 1950 : Bungled bungalow
- 1950 : Trouble indemnity
- 1952 : Sloopy jalopy
- 1952 : Captains outrageous
- 1953 : Magoo goes west
- 1954 : When magoo flew
- 1955 : Stagedoor Magoo